# Festival da Canção 2009
Das 44. Festival da Canção fand am 28. Februar 2009 im Teatro Camões in Lissabon statt. Der austragende Fernsehsender war Rádio e Televisão de Portugal. Gleichzeitig diente es als portugiesischer Vorentscheid für den Eurovision Song Contest 2009. Es nahmen 12 Kandidaten teil. 
Bis zum 12. Januar konnten interessierte portugiesische Komponisten Titel einreichen. Die Titel mussten auf Portugiesisch gesungen werden. Bis zum 19. Januar wurden von einer Jury die besten 24 Titel herausgefunden. In einer Onlineabstimmung wurde die Zahl der Titel halbiert. Dies dauerte bis zum 30. Januar.
Im Finale am 28. Februar wurde schließlich das Voting nach den Regionen Portugals (Bild) gesplittert. Abgestimmt wurde per Televoting und per Jury (jeweils 50 % Einfluss). Sieger des Wettbewerbs und damit Portugals Beitrag zum Eurovision Song Contest in Moskau war die Band Flor-de-Lis mit dem Song Todas as ruas do amor, die sich im ersten Halbfinale mit 70 Punkten für das Finale qualifizierten und dort den 15. von 25. Plätzen belegten.

## Teilnehmer
Finale
| Startnr. | Interpret         | Lied                                | Musik und Text                        | Rang | Punkte (Jury/Televoting) |
| -------- | ----------------- | ----------------------------------- | ------------------------------------- | ---- | ------------------------ |
| 1        | Nucha             | Tudo está na tua mão                | T: Nucha, M: Ivan Prim                | 9.   | 4 (3/1)                  |
| 2        | Romana            | Acordem olhos doirados              | T/M: Romana, Rodrigo Serrão           | 7.   | 8 (6/2)                  |
| 3        | Filipa Batista    | O teu lugar                         | T/M: Augusta Madureira                | 4.   | 12 (7/5)                 |
| 4        | André Rodrigues   | Não vou voltar a mim                | T/M: André Rodrigues                  | 11.  | 1 (1/0)                  |
| 5        | Luciana Abreu     | Juntos vamos conseguir (Yes We Can) | T/M: Luciana Abreu, Carlos Coincas    | 3.   | 16 (4/12)                |
| 6        | Nuno Norte        | Lua sem luar                        | T/M: Paulo Abreu de Lima              | 4.   | 12 (8/4)                 |
| 7        | Tayti             | Amore mio, amore mio                | T/M: José Félix                       | 10.  | 3 (0/3)                  |
| 8        | Fernando Pereira  | É o amor                            | T: Fernando Pereira, M: Lucas Jr.     | 12.  | 0                        |
| 9        | Eva Danin         | Amor mais forte que o vento         | M/T: Rui Videira                      | 4.   | 12 (5/7)                 |
| 10       | Francisco Andrade | Voar é ver                          | T: Carlos Massa, M: Fernando Abrantes | 2.   | 18 (10/8)                |
| 11       | Flor-de-lis       | Todas As Ruas Do Amor               | T: Pedro Marques, M: Paulo Pereira    | 1.   | 22 (12/10)               |
| 12       | Nuno & Fábia      | Não demores (quero-te aquecer)      | T/M: Pedro Vaz                        | 8.   | 8 (2/6)                  |